# Universidad Nacional de Ingeniería

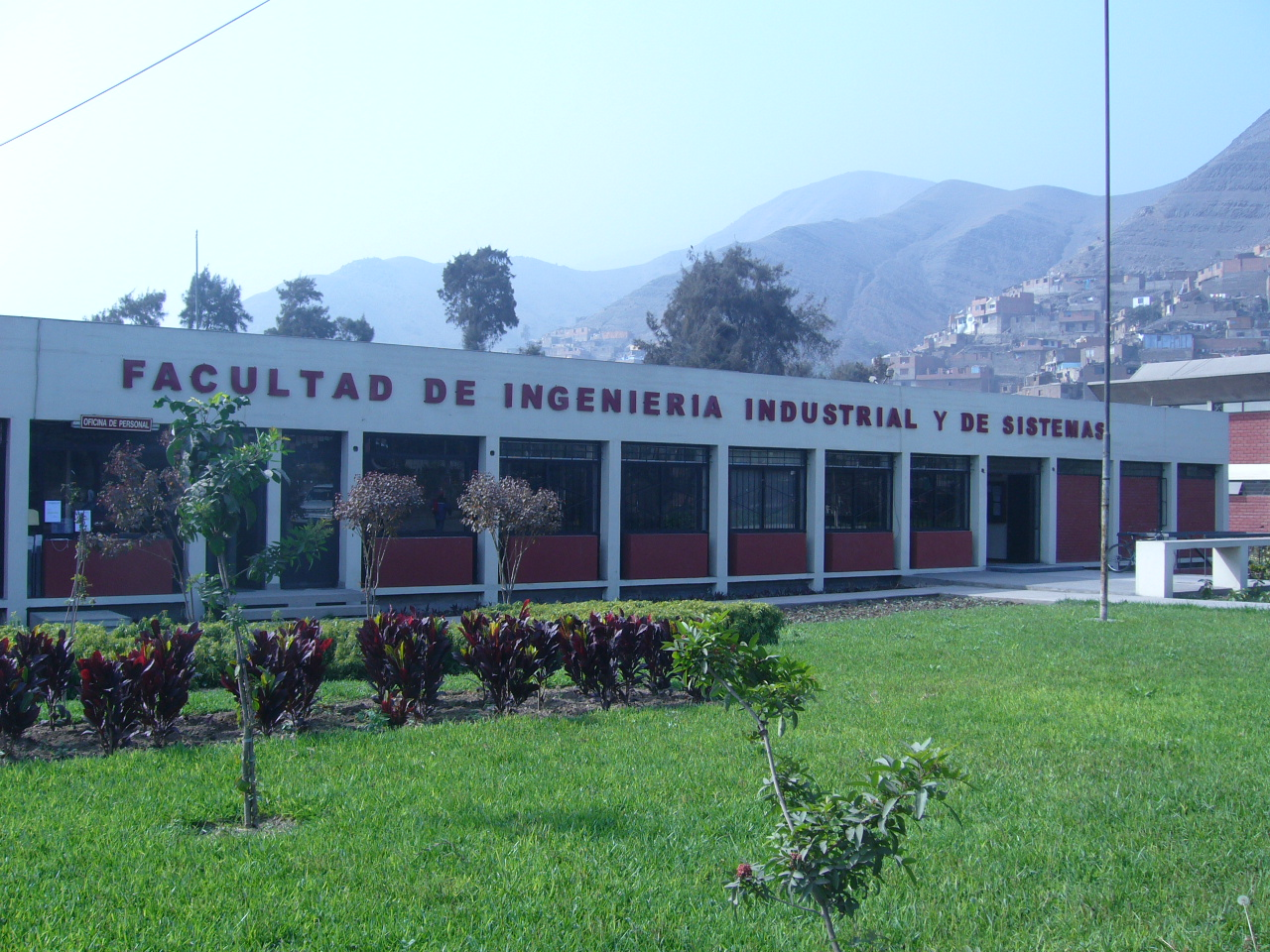
Fakultätsgebäude

Die Universidad Nacional de Ingeniería (deutsch: Nationale Universität für Ingenieurwesen) ist eine staatliche technische Universität in Lima, Peru. Sie wurde 1876 vom polnischen Ingenieur Edward Jan Habich als Hochschule für Ingenieure gegründet. Im Jahr 2023 waren insgesamt 10.979 Studierende an der Hochschule immatrikuliert.

## Organisation

### Zentralbereich

#### Hochschulleitung
Die Hochschulleitung wird durch ein dreiköpfiges Direktorium wahrgenommen. Mitglieder des Direktoriums sind der Rektor, der Vizerektor für Forschung und der Akademische Vizerektor.

#### Vizerektorat Forschung
Das Vizerektorat Forschung beaufsichtigt und fördert die Bereiche Forschung und Wissenstransfer der Hochschule. Für diesen Zweck bestehen zwei Organisationseinheiten:
- DIGI (Dirección de Gestión de la Investigación) ist zuständig für den Bereich Forschung.
- DITT (Dirección de Innovación y Transferencia Tecnológica) ist zuständig für den Bereich Wissenstransfer und betreibt unter anderem einen Inkubator für Unternehmensgründungen.

#### Akademisches Vizerektorat
Das Akademische Vizerektorat beaufsichtigt die Fakultäten der Hochschule. Es verwaltet den Hochschulzugang und die Hochschulstatistik. Das Vizerektorat beaufsichtigt die zentrale Universitätsbibliothek.

### Fakultäten
Die Hochschule unterhält elf Fakultäten.
- Architektur: Facultad de Arquitectura, Urbanismo y Artes (FAUA)
- Naturwissenschaften: Facultad de Ciencias (FC)
- Umweltingenieurwissenschaften: Facultad de Ingeniería Ambiental (FIA)
- Bauingenieurwesen: Facultad de Ingeniería Civil (FIC)
- Wirtschaftsingenieurwesen und Sozialwissenschaften: Facultad de Ingeniería Economica, Estadística y Ciencias Sociales (FIEECS)
- Elektrotechnik: Facultad de Ingeniería Eléctrica y Electrónica (FIEE)
- Geowissenschaften: Facultad de Ingeniería Geológica, Minera y Metalúrgica (FIGMM)
- Industrieingenieurwesen: Facultad de Ingeniería Industrial y de Sistemas (FIIS)
- Maschinenbau: Facultad de Ingeniería Mecánica (FIM)
- Petrochemie: Facultad de Ingeniería de Petróleo, Gas Natural y Petroquímica (FIP)
- Chemieingenieurwesen: Facultad de Ingeniería Química y Textil (FIQT)

### Forschungseinrichtungen
Die Hochschule unterhält Forschungseinrichtungen.

## Veröffentlichungen

### Fachzeitschriften
Die Hochschule veröffentlicht Fachzeitschriften:
- TECNIA[6]
- Devenir[7]
- IECOS[8]
- REVCIUNI[9]
- Ciudad & Arquitectura[10]
- Espacio, Sociedad y Territorio[11]
- WASI[12]

### Universitätsverlag
Der Universitätsverlag Fondo Editorial de la Universidad Nacional de Ingeniería publiziert wissenschaftliche Buchtitel.